# Oursi

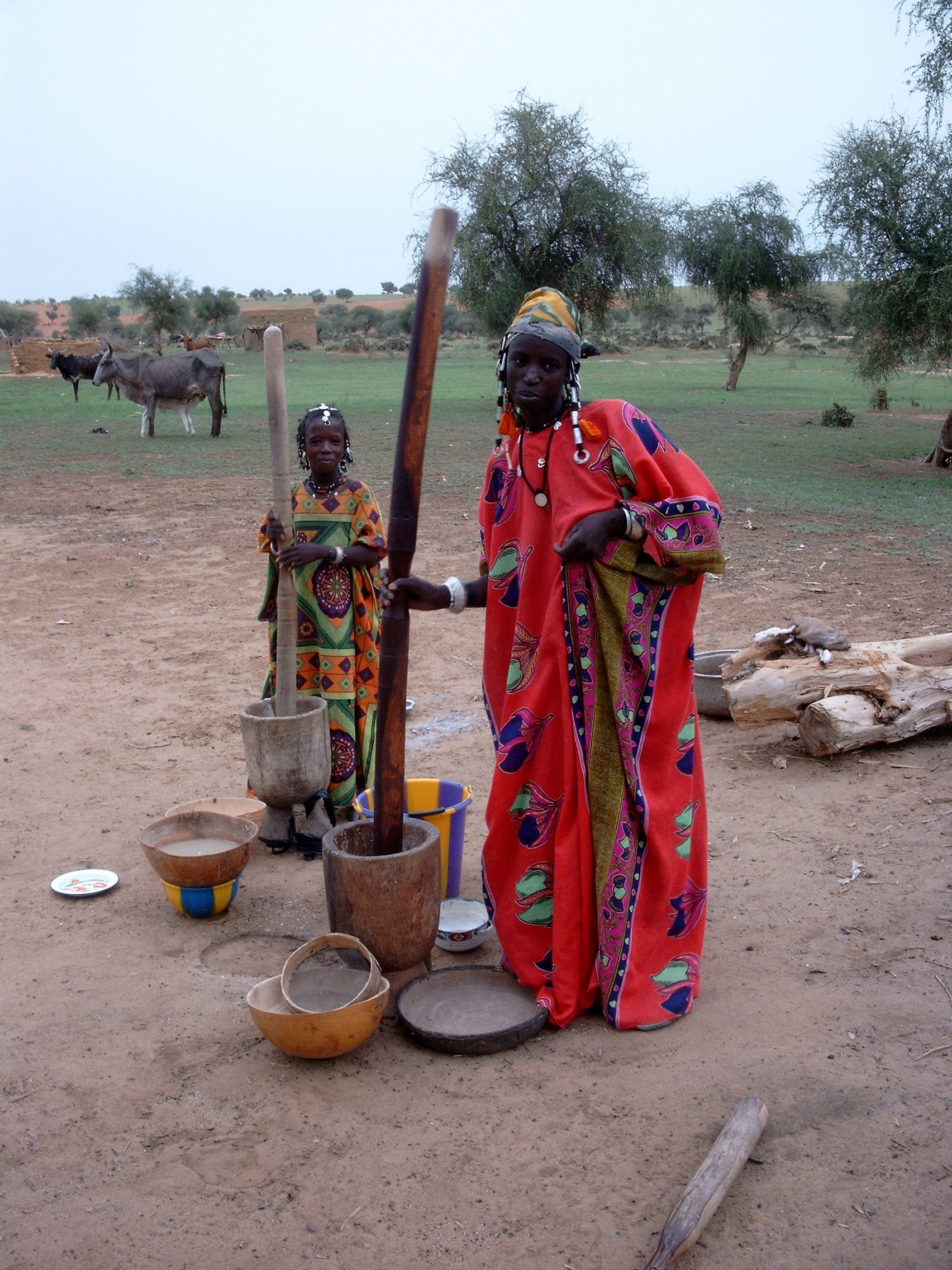
Hirse stampfen für den tô in Hondotchiré

Oursi ist ein Departement und eine dasselbe Gebiet umfassende Gemeinde (französisch commune rurale) auf 1080 km² im Norden des westafrikanischen Staates Burkina Faso in der Region Sahel und der Provinz Oudalan gelegen. Es grenzt im Norden an Tin-Akoff, im Osten und Südosten an Gorom-Gorom sowie im Westen an Déou.

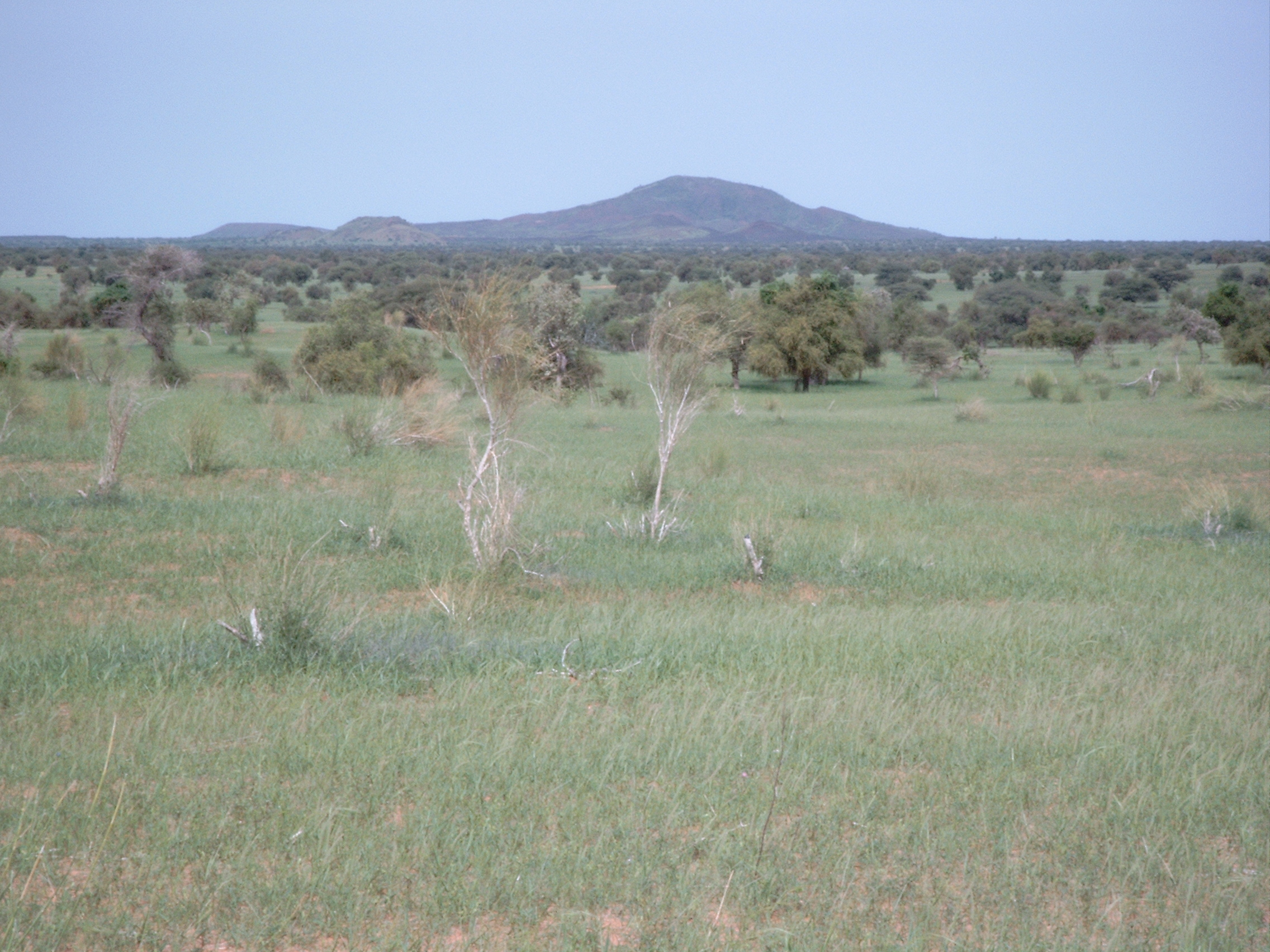
Düne von Oursi

Oursi liegt im Sahel und unterliegt tropisch-wechselfeuchtem Klima mit einer Regen- und einer Trockenzeit. In der Gegend von Oursi befinden sich Altdünenzüge des Liptako-Oudalan-Komplexes, die teilweise durch intensive Nutzung wieder aktiviert wurden und das Mare d’Oursi, ein für Vieh und Zugvögel bedeutender temporärer See. Das gesamte Gebiet Oursis gehört zum Naturschutzgebiet Réserve sylvo-pastorale et partielle de faune du Sahel.
Außerdem konnten archäologische Grabungen frühgeschichtliche Siedlungen, darunter ein etwa 1000 Jahre altes Herrschaftshaus und Artefakte, darunter Keramiktöpfe und Schmuckgegenstände, freilegen. Erhalten sind bis zu 150 cm hohe Mauern aus gebrannten Lehmziegeln.
Aufgrund der unsicheren Lage im Norden von Mali wird Oursi zwischen dem 20. und 22. Februar 2013 zum Austragungsort des berühmten Festival au Désert.
Oursi teilt sich in 22 Dörfer (französisch villages administratifs); die folgenden Einwohnerzahlen der Dörfer entsprechen nicht den vorläufigen Ergebnissen des Zensus 2006, die im Detail noch nicht veröffentlicht wurden:
| Dorf        | Einwohner |
| ----------- | --------- |
| Kollel      | 1301      |
| Boullel     | 1277      |
| Oursi 2     | 1248      |
| Yomboli     | 1103      |
| Hondotchiré | 1038      |
| Soukoundou  | 933       |
| Totori      | 669       |
| Tringuel    | 603       |
| Dialafanka  | 579       |
| Timbolo     | 479       |
| Gountouré   | 473       |
| Tinatane    | 432       |
| Oursi 1     | 427       |
| Petelgaoudi | 389       |
| Tin-Ediar   | 314       |
| Tayaret     | 285       |
| Gonadaouri  | 255       |
| Tounté      | 204       |
| Gaoudi      | 6         |
| Bangounadji | –         |
| Débéré      | –         |
| Torom       | –         |